# Spathebothrium simplex
Spathebothrium simplex is een lintworm (Platyhelminthes; Cestoda). De worm is tweeslachtig. De soort leeft als parasiet in andere dieren.
Het geslacht Spathebothrium, waarin de lintworm wordt geplaatst, wordt tot de familie Spathebothriidae gerekend. De wetenschappelijke naam van de soort werd voor het eerst geldig gepubliceerd in 1922 door Lintom.